# خوارزمية دريش لكشف الحواف
خوارزمية دريش لكشف الحواف أو المرشح الرقمي لدريش أو كاشف الحواف لدريش هي خوارزمية كشف الحواف من اكتشاف البروفيسور الجزائري رشيد دريش خلال عام 1987م.

## الاكتشاف
قام البروفيسور رشيد دريش خلال عام 1987م باكتشاف «خوارزمية دريش لكشف الحواف» التي هي خوارزمية كشف الحواف في رسومات الحاسوب ثنائية الأبعاد.

## كشف الحواف
تتضمن «خوارزمية دريش لكشف الحواف» مجموعة عمليات كشف الحواف بواسطة طرق رياضيات تطبيقية متنوعة تساعد في تعريف كل بكسل في الصورة الرقمية عندما تتغير إضاءة الشاشة أو الصورة بشكل حاد أو عند الإضاءة المتقطعة.
تُنظم نقط الصورة التي تغيرت عندها الإضاءة بشكل حاد في مجموعة من المنحنيات المقطعة تسمى بالحواف.
تُعرف مشكلة إيجاد الانقطاع في الإشارات في البعد الواحد بمصطلح الكشف الخطوي أو خطوة الكشف، ومشكلة إيجاد الإشارة المنقطعة خلال الزمن بمصطلح كشف التغير.
كشف الحواف هو أداة أساسية في معالجة الصور الرقمية والإبصار للآلات والرؤية الحاسوبية وجزئياً في كشف مميزات المناطق واستخراج الممميزات.

## الخوارزمية

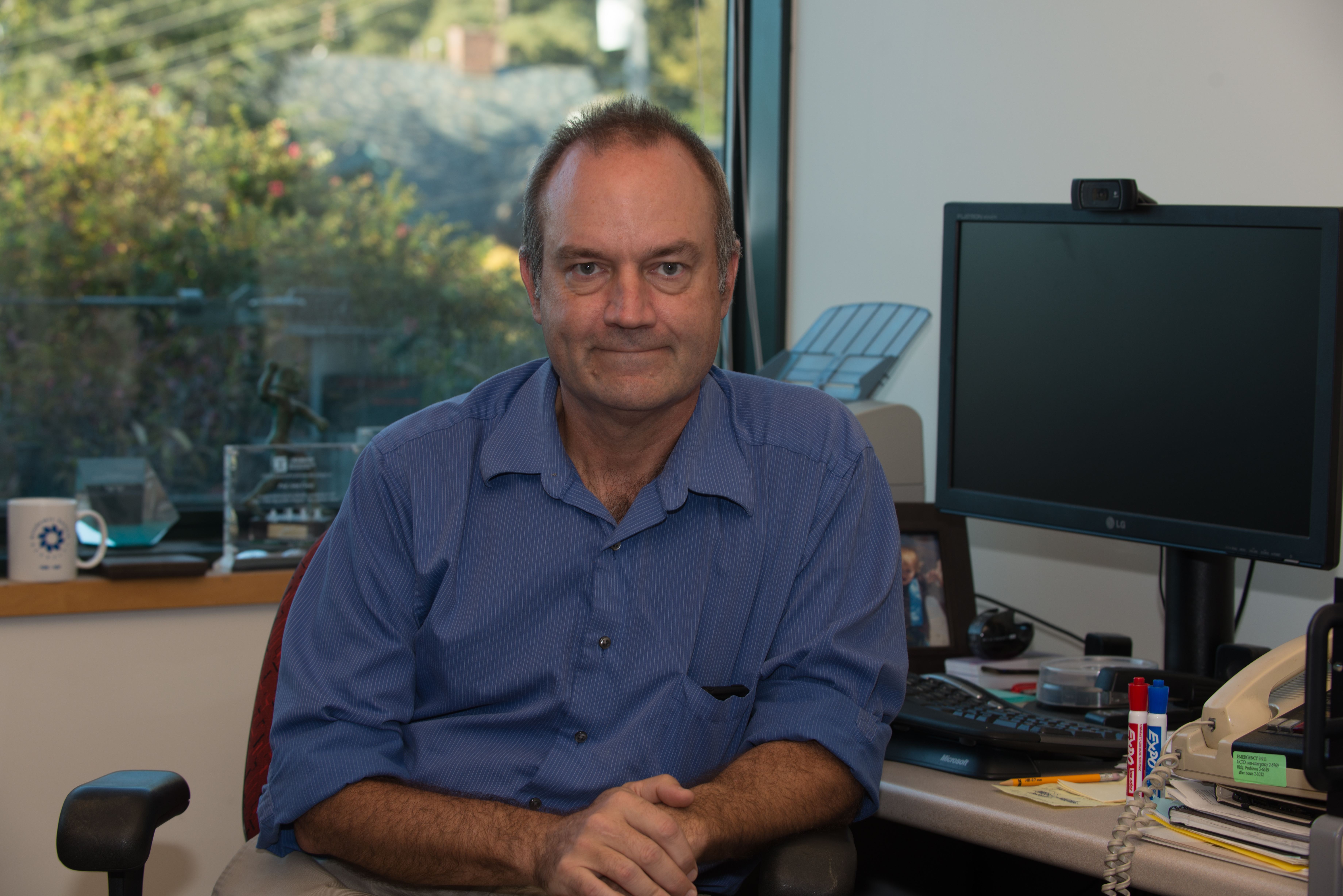
جون كاني

تتمثل «خوارزمية دريش لكشف الحواف» في خوارزمية رقمية متعددة المراحل تهدف إلى الحصول على نتائج مُثلى في كشف الحواف ضمن صورة رقمية ثنائية الأبعاد.
وتعتمد هذه الخوارزمية على أعمال جون كاني في مجال كشف الحواف التي تكللت باكتشاف خوارزمية كاني لكشف الحواف [الإنجليزية] خلال عام 1986م.
وينص المرشح الرقمي لكاني [الإنجليزية] على ثلاثة معايير للحصول على أمثل كشف للحواف هي:
1. نوعية الكشف: بحيث أن كل الحواف الموجودة في الصورة الرقمية يجب أن يتم وسمها بعلامة ولا يجب أن يحدث كشف حواف خاطئ.[10]
2. الدقة: بحيث أن الحواف الموسومة بعلامة ينبغي أن تكون أقرب ما أمكن إلى الحواف في الصورة الحقيقية.[11]
3. غياب الالتباس: بحيث أن الحافة في الصورة الرقمية لا يجب أن يتم وسمها إلا مرة واحدة، فلا يمكن أن توجد عدة استجابات من أجل حافة واحدة في الصورة الحقيقية.[12]

ومن أجل ذلك، فإن كاشف الحواف لدريش يسمى أحيانا كاشف الحواف لدريش-كاني.

## الفروق بين خوارزميتي دريش وكاني لكشف الحواف
|                                            |  |                                                                             |
| الصورة الرقمية الأصلية الملونة لمحرك بخاري |  | تطبيق خوارزمية كاني لكشف الحواف [الإنجليزية] على الصورة الملونة لمحرك بخاري |

تشترك خوارزمية دريش لكشف الحواف مع خوارزمية كاني لكشف الحواف [الإنجليزية] في المراحل الأربعة التالية:
1. النعومة (بالإنجليزية: Smoothing)‏.[15]
2. حساب الحجم واتجاه تدرج الصورة [الإنجليزية] (بالإنجليزية: Calculation of magnitude and gradient direction)‏.[16]
3. عدم الإلغاء بالحد الأقصى (بالإنجليزية: Non-maximum suppression)‏.[17]
4. عتبة [الإنجليزية] التلاكؤ باستخدام عتبتين (بالإنجليزية: Hysteresis thresholding using two thresholds)‏.[18]

ويكمن الفرق الأساسي في تنفيذ المرحلتين الأوليين من خوارزمية دريش لكشف الحواف.
فعلى عكس خوارزمية كاني لكشف الحواف [الإنجليزية]، فإن «كاشف الحواف لدريش» يستعمل المرشح الرقمي المتمثل في الاستجابة اللانهائية للاندفاع [الإنجليزية] على شكل:
 {\displaystyle f(x)={\frac {S}{\omega }}e^{-\alpha |x|}sin\omega x} 
فيقوم المرشح الرقمي الذي طوره البروفيسور رشيد دريش بتحسين معايير خوارزمية كاني [الإنجليزية].
فكما هو واضح من الصيغة الرياضية السابقة، فإن المرشح الرقمي الفعال يتم الحصول عليه حينما تؤول قيمة الوسيط {\displaystyle \omega } نحو الصفر.
وهذا النوع من المرشحات الرقمية يكون ذا صيغة رياضية على شكل:
 {\displaystyle f(x)=Sxe^{-\alpha |x|}} 
وتتمثل الميزة التنافسية لمثل هذا المرشح الرقمي في إمكانية ضبطه وفق خصائص الصورة الرقمية المعالجة باستعمال وسيط وحيد.
فإذا كانت قيمة الوسيط الرياضي {\displaystyle \alpha } صغيرة (عادة ما تكون محصورة بين 0.25 و0.5)، فإن المرشح الرقمي يؤدي إلى أحسن كشف للحواف.
ومن جانب آخر، فإن أحسن تحديد لمواقع الحواف يتم إنجازه حينما تكون قيمة الوسيط الرياضي {\displaystyle \alpha } عالية (ما بين 2 و3).
أما في غالبية حالات كشف الحواف العادية، فإن قيمة الوسيط الرياضي {\displaystyle \alpha } المنصوح بها يجب أن تكون حول القيمة 1.
| الصورة الرقمية                 |                                |                               |                             |                             |
| الوسيط {\displaystyle \alpha } | {\displaystyle \alpha } = 0.25 | {\displaystyle \alpha } = 0.5 | {\displaystyle \alpha } = 1 | {\displaystyle \alpha } = 2 |

فاستعمال المرشح الرقمي المتمثل في الاستجابة اللانهائية للاندفاع [الإنجليزية] تثبت جدواه خاصة في الحالات التي تكون فيها الصورة الرقمية المعالجة بها الكثير من ضجيج الصورة [الإنجليزية] أو تحتاج إلى حجم كبير من معالجة تحسين النعومة.
وهذه المعالجة للنعومة يؤدي حجمها الكبير إلى بروز نواة التفاف رياضي كبيرة في المرشحات الرقمية ذات الاستجابة النهائية للاندفاع [الإنجليزية].
وتتصف خوارزمية دريش لكشف الحواف في حالات كثرة ضجيج الصورة [الإنجليزية] وحجم كبير من معالجة تحسين النعومة، على عكس سابقتها خوارزمية كاني لكشف الحواف [الإنجليزية]، بميزة تنافسية معتبرة لأن هذه الخوارزمية الحديثة تستطيع معالجة الصور الرقمية في وقت ثابت قصير باستقلالية تامة عن الحجم المطلوب من معالجة نعومة الصورة.

## تنفيذ كاشف دريش
يمكن تقسيم عملية الحصول على الوسيط الرياضي {\displaystyle \alpha } في المرشح الرقمي لدريش ثنائي الأبعاد، أثناء تنفيذ خوارزمية كشف الحواف، إلى مرحلتين اثنتين.
فيتم المرور في المرحلة الأولى ضمن مصفوفة الصورة الرقمية وفق الاتجاه الأفقي من اليسار إلى اليمين باتباع الصيغة الرياضية التالية:
 {\displaystyle y_{ij}^{1}=a_{1}x_{ij}+a_{2}x_{ij-1}+b_{1}y_{ij-1}^{1}+b_{2}y_{ij-2}^{1}} 
ثم يتم المرور من اليمين إلى اليسار باتباع الصيغة الرياضية التالية:
 {\displaystyle y_{ij}^{2}=a_{3}x_{ij+1}+a_{4}x_{ij+2}+b_{1}y_{ij+1}^{2}+b_{2}y_{ij+2}^{2}} 
ويتم بعد ذلك تخزين نتائج الحوسبة في مصفوفة ثنائية الأبعاد مؤقتة:
 {\displaystyle \theta _{ij}=c_{1}(y_{ij}^{1}+y_{ij}^{2})} 
ثم تأتي المرحلة الثانية من الخوارزمية التي هي مشابهة إلى حد كبير للمرحلة الأولى.
فيتم استعمال المصفوفة ثنائية الأبعاد في العملية السابقة كمدخلات حوسبة.
فيتم المرور عبر هذه المصفوفة في الاتجاه العمودي من الأعلى إلى الأسفل، ثم من الأسفل إلى الأعلى، باتباع الصيغ الرياضية التالية:
 {\displaystyle y_{ij}^{1}=a_{5}\theta _{ij}+a_{6}\theta _{i-1j}+b_{1}y_{i-1j}^{1}+b_{2}y_{i-2j}^{1}} 
 {\displaystyle y_{ij}^{2}=a_{7}\theta _{i+1j}+a_{8}\theta _{i+2j}+b_{1}y_{i+1j}^{2}+b_{2}y_{i+2j}^{2}} 
 {\displaystyle \Theta _{ij}=c_{2}(y_{ij}^{1}+y_{ij}^{2})} 
وهذا الوصف للمرحلتين والصيغ الرياضية في خوارزمية دريش يقتضي استقلال الصفوف والأعمدة المعالجة في المصفوفة.
ونتيجة لذلك، فإن الحل الذي يقدمه هذا المرشح الرقمي الحديث المتوفر على الاستجابة اللانهائية للاندفاع [الإنجليزية] يتم توظيفه أحيانا في الأنظمة المضمنة ومعمارية البرمجيات التي تعتمد على مستوى عال من الحوسبة المتوازية.

## معاملات المرشح الرقمي لدريش
|                       | معالجة النعومة                                                                         | مشتق x                                                                                 | مشتق y                                                                                 |
| --------------------- | -------------------------------------------------------------------------------------- | -------------------------------------------------------------------------------------- | -------------------------------------------------------------------------------------- |
| {\displaystyle k}     | {\displaystyle {\frac {{(1-e^{-\alpha })}^{2}}{1+2\alpha e^{-\alpha }-e^{-2\alpha }}}} | {\displaystyle {\frac {{(1-e^{-\alpha })}^{2}}{1+2\alpha e^{-\alpha }-e^{-2\alpha }}}} | {\displaystyle {\frac {{(1-e^{-\alpha })}^{2}}{1+2\alpha e^{-\alpha }-e^{-2\alpha }}}} |
| {\displaystyle a_{1}} | {\displaystyle k}                                                                      | 0                                                                                      | {\displaystyle k}                                                                      |
| {\displaystyle a_{2}} | {\displaystyle ke^{-\alpha }(\alpha -1)}                                               | 1                                                                                      | {\displaystyle ke^{-\alpha }(\alpha -1)}                                               |
| {\displaystyle a_{3}} | {\displaystyle ke^{-\alpha }(\alpha +1)}                                               | -1                                                                                     | {\displaystyle ke^{-\alpha }(\alpha +1)}                                               |
| {\displaystyle a_{4}} | {\displaystyle -ke^{-2\alpha }}                                                        | 0                                                                                      | {\displaystyle -ke^{-2\alpha }}                                                        |
| {\displaystyle a_{5}} | {\displaystyle k}                                                                      | {\displaystyle k}                                                                      | 0                                                                                      |
| {\displaystyle a_{6}} | {\displaystyle ke^{-\alpha }(\alpha -1)}                                               | {\displaystyle ke^{-\alpha }(\alpha -1)}                                               | 1                                                                                      |
| {\displaystyle a_{7}} | {\displaystyle ke^{-\alpha }(\alpha +1)}                                               | {\displaystyle ke^{-\alpha }(\alpha +1)}                                               | -1                                                                                     |
| {\displaystyle a_{8}} | {\displaystyle -ke^{-2\alpha }}                                                        | {\displaystyle -ke^{-2\alpha }}                                                        | 0                                                                                      |
| {\displaystyle b_{1}} | {\displaystyle 2e^{-\alpha }}                                                          | {\displaystyle 2e^{-\alpha }}                                                          | {\displaystyle 2e^{-\alpha }}                                                          |
| {\displaystyle b_{2}} | {\displaystyle -e^{-2\alpha }}                                                         | {\displaystyle -e^{-2\alpha }}                                                         | {\displaystyle -e^{-2\alpha }}                                                         |
| {\displaystyle c_{1}} | 1                                                                                      | {\displaystyle -{(1-e^{-\alpha })}^{2}}                                                | 1                                                                                      |
| {\displaystyle c_{2}} | 1                                                                                      | 1                                                                                      | {\displaystyle -{(1-e^{-\alpha })}^{2}}                                                |

إن الخصائص الرياضية لهذه الخوارزمية يتم استعمالها أحيانا في التنفيذ العملي لتقنية المرشح الرقمي لدريش.
فيكفي عندئذ تنفيذ مرحلة واحدة من الخوارزمية، ليُعاد إنجازها مرة أخرى بعد ذلك، ولكن بعد تحويل مصفوفة الصورة الرقمية الناتجة في المرحلة الأولى إلى منقولة مصفوفة يُعاد تطبيق نفس الصيغ الرياضية للمرحلة الأولى عليها.

## أمثلة صور رقمية معالجة بكاشف دريش
| الصورة الرقمية الحقيقية     |                                                                                               |                                                                                               |                                                                                               |                                                                                               |
| الصورة الرقمية المعالجة     |                                                                                               |                                                                                               |                                                                                               |                                                                                               |
| معاملات المرشح الرقمي لدريش | {\displaystyle \alpha } = 1.5 العتبة الدنيا [الإنجليزية] = 20 العتبة العليا [الإنجليزية] = 40 | {\displaystyle \alpha } = 4.0 العتبة الدنيا [الإنجليزية] = 50 العتبة العليا [الإنجليزية] = 90 | {\displaystyle \alpha } = 0.8 العتبة الدنيا [الإنجليزية] = 26 العتبة العليا [الإنجليزية] = 41 | {\displaystyle \alpha } = 1.0 العتبة الدنيا [الإنجليزية] = 15 العتبة العليا [الإنجليزية] = 35 |

### مواضيع ذات صلة
- رشيد دريش
- تعديل الصور
- كشف الحواف
- رياضيات تطبيقية
- خوارزمية كاني لكشف الحواف [الإنجليزية]
- خوارزمية صوبل
- تدرج الصورة [الإنجليزية]
- خوارزمية الحفاظ على نعومة الحواف [الإنجليزية]
- تقاطع روبرتس [الإنجليزية]
- جون كاني

### فيديوهات
- البروفيسور رشيد دريش: من معالجة الصور الرقمية والرؤية الحاسوبية إلى التصوير العصبي الحاسوبي (2014)م على يوتيوب